# Run Girls, Run!の3人4脚自由形
『Run Girls, Run!の3人4脚自由形』（ランガールズランのさんにんよんきゃくじゆうがた）はYouTubeとニコニコ生放送で2019年12月10日から2020年12月1日まで配信された、声優ユニット Run Girls, Run! によるバラエティ番組。

## 概要
3人組の声優ユニット Run Girls, Run! による、生放送のトークバラエティ番組。表現者としての成長を目指すために体当たりで様々な企画に挑戦していく。
2019年11月24日に森嶋優花の出身の京都で開催されたライブ『Run Girls, Run! 2nd Anniversary LIVE 1.2.3ジャンプ！！ in 京都』で放送開始が発表された。同日、ニコニコチャンネルに番組のチャンネルが開設され、3人によるメッセージ動画が公開された。また、2019年12月2日にはRun Girls, Run!のYouTubeチャンネルも開設された。そして、12月10日に番組がスタートした。
番組は第1回の開始時冒頭で「番組が終了するまであと365日」である旨の告知が行われ、番組終了のカウントダウンがスタートした。以降の回では毎回、残り日数が表示された。
番組名は出演者であるRun Girls, Run!のメンバー、厚木那奈美が考案した。
2020年12月1日の第26回の生配信をもって終了したが、同日深夜24時（12月2日 0時）に同チャンネルで配信された音声のみの番組『Run Girls, Run！の部活動～らんが放送部(終)～』にて2021年1月に何か展開があることが示唆され、2021年1月1日に『Run Girls, Run！のらんがちゃんねる』の開始が告知された。

## 出演者
- Run Girls, Run!
  - 林鼓子
  - 森嶋優花
  - 厚木那奈美

## 放送時間
月2回の生配信で、原則として火曜日の20:30から22:00に配信された。22時を超えて配信が続くことはなかった。

## 番組構成
誰でも無料で視聴できる30分程度の前半と、『Run Girls, Run!の3人4脚自由形 チャンネル』有料会員限定の最長で1時間弱の後半から構成される。前半はYouTubeの『Run Girls, Run!チャンネル』とニコニコ生放送で配信され、後半は『Run Girls, Run!の3人4脚自由形チャンネル』の生放送という形で配信される。
YouTubeでは配信のアーカイブがそのまま無料公開され、ニコニコ生放送ではタイムシフト期限の後、アーカイブがニコニコチャンネルに改めてアップロードされ、公開される。
前半ではトークの他は、ゲームなどに挑戦する。
後半ではメール紹介や、過去に開催されたイベントの舞台裏等を撮影した映像をコメンタリー付きで見る『Run Girls, Run!バックヤード』などのコーナーで進行し、30分ほど経ったところで一旦、番組を終える。その後、『Run Girls, Run!養成所』という毎回、異なる命題（課題）に挑戦するコーナーがスタートし、命題をクリアできない場合は途中であっても番組が強制終了してしまう。第3回までは途中終了となったが、第4回で初めて命題がクリアでき、番組を完走することができた。ゲストのある場合は、ゲストから歌手、声優などとしての体験、心構え、などの話を聞くこと自体が命題となり、必ず完走するようになった。

## 配信リスト
| 回     | 放送日   | 備考 |
| 2019年 | 2019年   | 2019年 |
| ------ | -------- | --- |
| 1      | 12月10日 | 第1回の放送。YouTubeではavex picturesチャンネルで配信                                                                                             |
| 2      | 12月17日 | |
| 2020年 |          | |
| 3      | 1月7日   | YouTubeではRun Girls, Run!チャンネルで初めての配信                                                                                                |
| 4      | 1月21日  | 和島あみと山崎エリイを初のゲストとして迎える。後半パートではバックヤードコーナーの代わりにカラオケを披露した。Run Girls, Run!養成所は初の完走。   |
| 5      | 2月11日  | |
| 6      | 2月18日  | 田中美海の番組『みなみ✿ア・ラ・モード』とのコラボ放送                                                                                             |
| 7      | 3月3日   | |
| 特番   | 3月7日   | 『Run Girls, Run！の3人4脚自由形ボーナスステージ01』として特番を配信                                                                              |
| -      | 3月10日  | 『みなみ✿ア・ラ・モード～開店前～』として、2月18日の回に事前収録された番組が『みなみ✿ア・ラ・モード』のチャンネルにて配信された                   |
| 8      | 3月24日  | 2019年10月26日のANIMAX MUSIX 2019 KOBE Day1および2019年12月7日の京 Premium Live -2019- Day1で共演したMachicoがゲスト                              |
| 9      | 4月7日   | 京 Premium Live -2019- Day1で共演した山崎はるかがゲスト                                                                                           |
| 10     | 5月19日  | 厚木那奈美によるソロ放送 |
| 11     | 5月20日  | 林鼓子によるソロ放送 |
| 12     | 5月20日  | 森嶋優花によるソロ放送 |
| 13     | 5月24日  | |
| 14     | 6月2日   | |
| 15     | 6月16日  | |
| 特番   | 6月30日  | 『Run Girls, Run！の3人4脚自由形 ボーナスステージ02』として特番を配信                                                                             |
| 16     | 7月14日  | 新企画、らんが部がスタート。初回はポエム部として自作の詩を披露                                                                                    |
| 17     | 7月28日  | |
| 18     | 8月11日  | 亜咲花がゲスト。4日後の「夏のボドゲ選手権大会」に向けた特訓を行なう                                                                               |
| 特番   | 8月15日  | 『夏のボドゲ選手権大会＠ニコニコネット超会議2020夏』                                                                                              |
| 19     | 8月25日  | NOW ON AIRから神戸光歩、田中有紀がゲスト。カラオケ大会を行った。森嶋優花とゲスト2人はNOW ON AIRを生み出したキミコエ・オーディション以来の付き合い |
| 20     | 9月8日   | 峯田茉優がゲスト。厚木那奈美とは中学時代の同級生                                                                                                  |
| 21     | 9月22日  | 佐々木李子がゲスト |
| 22     | 10月6日  | 徳井青空がゲスト |
| 23     | 10月20日 | 青山吉能がゲスト |
| 24     | 11月3日  | 山下七海がゲスト |
| 25     | 11月17日 | 北原沙弥香がゲスト |
| 26     | 12月1日  | 最終回。過去の放送を振り返った |

## Run Girls, Run！の部活動～らんが放送部～
第16回にて発足した「らんが部（Run Girls, Run！の部活動）」の活動の一環として「らんが放送部」というタイトルの音声のみのラジオ番組の配信が2020年8月18日に始まった。
3人がそれぞれ一人で喋る番組と、「Run Girls, Run！の2人3脚自由形」として2人ペアのラジオ番組が作られている。第1回では各番組のタイトルは未定であったが、第2回より各ソロ番組のタイトルが『林鼓子のちょっとココきて！』『厚木那奈美のらじすきゃっと！』『森嶋優花のもちもちなキモチ★』と決定された。
Run Girls, Run！3人4脚自由形のチャンネルにて、生放送が無い週の火曜日19時に配信された。
最終回は本編の生放送のあった日の深夜、日が変わって2020年12月2日 0時に3人が揃って挨拶を行う4分の短編が配信され、次の展開を匂わせて終了した。